# Тюменська ТЕЦ-2
Тюменська ТЕЦ-2 — теплова електростанція у Тюменській області Росії.
Станція отримала чотири енергоблоки з паровими котлами продуктивністю по 670 тонн пари на годину та двома типами турбін:
- три блоки з паровими теплофікаційними турбінами потужністю по 180 МВт, один з яких став до ладу в 1986 та два у 1987 роках;
- один введений в 1990-му блок з конденсаційною турбіною потужністю 215 МВт.

Для збільшення теплової потужності в 1985, 1988 та 1990 роках ТЕЦ доповнили трьома водогрійними котлами типу КВГМ-180-150 продуктивністю по 180 Гкал/год. Крім того, пару для виробничих потреб можуть виробляти три парові котли типу ГМ-50-14 продуктивністю по 50 тонн пари на годину.
Таким чином, загальна потужність ТЕЦ досягнула 755 МВт (при роботі у конденсаційному режимі — 845 МВт) при тепловій потужності 1410 Гкал/год.
Як паливо станція використовує природний газ, що надходить до Тюмені від газопроводу Уренгой – Челябінськ.
Для видалення продуктів згоряння призначений димар заввишки 240 метрів.
Воду для охолодження отримують із річки Тура.
Видача продукції відбувається по ЛЕП, що працюють під напругою 220 кВ та 110 кВ.